# ブラック・ショーマンシリーズ
『ブラック・ショーマンシリーズ』は、東野圭吾による日本の小説で、神尾武史を主人公とする長編小説、連作短編集からなるシリーズの総称。光文社より2020年11月から刊行されている。

## 概要
恵比寿のバー「トラップハンド」のマスターで元マジシャンの神尾武史が周辺で起こる事件やトラブルをマジシャンのスキルや鋭い洞察力で手段を択ばず解決していくミステリー。

初出は書き下ろし長編の単行本『ブラック・ショーマンと名もなき町の殺人』（光文社）で、元教師の兄が何者かに殺害され、マジックで培った手先の器用さと巧みな誘導尋問で警察を出し抜き、卓越した洞察力で姪の真世とともに兄の死の真実に迫る。シリーズ2作目からは真世にリフォームを依頼する顧客や、バー「トラップハンド」の来店客が巻き込まれるピンチやトラブルを解決するため力を貸す様子が描かれている。
東野は新作の創作に当たり、どのような主人公にしようかと考えていたころ、ガリレオシリーズの映像化作品で主役の湯川学を演じた福山雅治が、「ダークヒーローを演じてみたいんです」と話していたことを思い出し、福山の演じる悪党を見てみたいと思ったことをきっかけに本シリーズを執筆している。
2025年、福山雅治主演で第1作を原作とする映画『ブラック・ショーマン』が公開予定。

## 登場人物

### 主要人物
神尾 武史（かみお たけし）
演 - 福山雅治（映画）、声 - 津田健次郎（ボイスCM）
恵比寿のバー「トラップハンド」のマスター。元マジシャン。初登場時、50歳。
長身で痩せ型。ミリタリージャケットにカーゴパンツ姿。端整な顔つきで天然パーマの髪は肩まで伸びており、無精髭。バーでは黒いベスト姿。
生い立ち
東京駅から新幹線で1時間、私鉄の特急列車に乗り換え1時間かからる場所に最寄り駅がある観光地の出身。
祖父が社会科教師、父が英語教師、兄が国語教師の教育者の家庭に生まれる。高校を卒業し、ボストンにあるマジシャン養成学校に入学するまで両親や兄と同居していた。
小学生のころ、その当時でも既にブームが過ぎ去ったユリ・ゲラーがスプーン曲げするビデオテープをどこからか入手し、毎日熱心にそのビデオを視聴、ある日「これじゃあ食べられないよ」といって夕食に配膳されていた自宅のスプーンを曲げて家族を驚かせる。
性格・嗜好
よく言えば倹約家、悪く言えばケチで、第1作で兄の殺害現場の保持のために実家が使えずホテル生活を要請された際は、県警の柿谷に宿泊費を捜査経費で落とすように交渉している。また姪の真世にも事件の調査の対価に食事を奢るように交渉しており、真世から食事を奢ってもらえなくなるとコンビニの安い弁当で済ませ、質素倹約に努めている。一方で、苦労をかけた相手に対し自身のバーで酒を奢り労うなど、すべてにおいて金銭に執着しているわけではない。
他人には干渉しないスタンスで、親族である兄の英一とも一定の距離をとり接しており、高校を卒業し実家を離れてからは母の葬儀と、英一の異変を察したときのごくわずかな機会を除き、地元に戻っていない。ただ、英一や真世の「トラップハンド」への来店には、来るもの拒まずのスタンスで接する。
兄の殺害事件で警察から呼び出された喫茶店で出されたコーヒーの豆の産地を一口飲んで当てるなどコーヒーに詳しい。一方で、捜査情報を探るためにその喫茶店で行われた聞き取り調査であえて喫煙するが、聞き取りが終わると戻ったホテルですぐに煙の染みた服を脱ぎ、歯を磨くなど嫌煙家。
マジシャンとして
サムライ・ゼンのショーネームで全米をまたにかけ活躍したマジシャンであるが、現在はプロとしては廃業している。マジシャンとしての活躍を知る人物からその話題に触れられると、すぐにその話を終わらせようとする。真世が「さすがサムライ…」と言い切る前に「その話はそこまでだ」とあからさまに話題に触れられることを拒む。
廃業しているが依頼などがあればジャズクラブのステージや老人ホームの催しで手品を披露することがある。
メンタリストとしての素養もあり、作り話（真世曰く「法螺話」）で誘導尋問し、目的の情報を聞き出すことが得意。方法としては相手に当てはまる確率の高い話題をふり、自身が想定していた内容と異なる話に展開した場合はすぐさま軌道修正し話を合わせ、最後まで相手に作り話をしていたと気付かれないようにしている。
また、相手をだまして情報を聞き出すために写真の捏造や動画の加工を行うなど、偽造技術にも長ける。情報収集のために人のスマートフォンをコッソリ抜き取り、パスワードロックを瞬時に解除、メールや画像などの情報を痕跡を残さず送信する。パスワード解除がなぜ瞬時にできるのか真世から質問されても「そんな些細なこと」「そんなことはどうでもいい」などと取り合おうとしない。情報収集に、絵画に仕込まれた撮影した画像をメール転送するカメラや蝶の形をしたアクセサリー型の盗聴器などのガジェットを使いこなす。
母の葬儀に駆け付けた際に、色とりどりの花びらを手から出現させ、棺に納められた母の胸元を埋め尽くし参列者や小学6年生の真世を驚かせている。
変装も得意とし、真世の中学の同窓会に身長や顔つきの異なる亡くなった兄・英一にそっくりに変装して登場し、元教え子たちを驚かしている。
バーのマスターとして
恵比寿のガソリンスタンドとマンションに挟まれた路地に面するビルで「トラップハンド」という店名のバーを経営している。看板はなく、「TRAP HAND」と書かれたブロックが道に置かれただけの隠れ家的雰囲気の店で、バーカウンターに数脚のスツール、テーブル席が1セットだけの作り。店内には居室が設けられているが、内部がどのようになっているかは明らかでない。客がいないときはよくグラスを磨いている。
武史がシェイカーで作るカクテルやおつまみの他、地ビールも取り揃えており、飛騨高山の地ビールをわざわざ現地にクーラーボックス持参で車で買い付けに行くなど、扱う商品にこだわりを持つ。
真世には明かしているが、店内には防犯の名目で隠しカメラや盗聴器が仕込まれており、来店客の様子や会話を盗み見、傍聴することがある。
神尾 真世（かみお まよ）
演 - 有村架純（映画）、声 - 水瀬いのり（ボイスCM）
武史の姪（武史の兄・英一の娘）。都内の「文光不動産」リフォーム部（マンション担当）の建築士。初登場時、30歳。
部屋のインテリアに興味を持ったのをきっかけに部屋そのものをデザインできる建築士を志し、高校卒業後は東京の大学に進学し建築学を学ぶ。
祖母（武史、英一の母）が亡くなった小学6年のころまで武史の存在を教えられておらず、棺に納められた祖母の胸元を手品で出した花びらで埋め尽くす武史が初見であったことから、鮮烈な印象を残していた。また、一度も会ったことのないはずの武史から「絵を描くことと猫が好きな女の子」と言い当てられ長年疑問に思っていたが、こちらに関してはそれが武史が得意とする「法螺話」であったことを種明かしされている。
父の死の真相をともに追ったことで武史と接点を持ち、客として「トラップハンド」へ来店し、時折、自身のリフォーム客との打ち合わせの場に開店前の「トラップハンド」を利用させてもらうなど交流をもつようになり、そのことで武史が真世のリフォーム客のピンチやトラブルを解決することになる。
当初は武史の作り話（法螺話）に翻弄されていたが、付き合いが長くなるとそれが彼の常とう手段ということを理解しあきれ返り、驚かなくなる。
また、武史が人助けのために人をだます芝居をするときは、そのことを明かされず、標的と一緒にだまされることが多い。

### 武史の親族
神尾 英一（かみお えいいち）
武史の兄。真世の父。丸眼鏡がトレードマーク。
地元の中学で国語教師を務め、定年退職後に妻亡き後も生家で一人暮らしを続けていたが、62歳で自宅の裏庭で殺害される。
教育熱心で生徒から慕われており、不登校となった転校してきたばかりの教え子・池永良輔を自宅に招き、祖父の代からの教育関係の蔵書とともに本棚に収められていた文学全集や小説を彼に勧め「図書委員」に任命し、別の日に何度か池永のクラスメイトを自宅に招いて、彼にお勧めの本をクラスメイトに教えるように仕向け交流を持たせ、不登校から立ち直らせている。
また、教え子たちに授業でよく作文を書かせており、卒業文集の原稿とともにそれらの作文も期生ごとに整理して上記の本棚に保管していたが、そのことが自身が殺害される遠因となっている。
武史とは12歳も年が離れており、年の近い兄弟のような関係性はなく、武史自身が他人に干渉しないスタンスということもあり日ごろの交流はなかったものの、生前「トラップハンド」を時々訪れるなど距離を保ちながら弟と接していた。
神尾 和美（かみお かずみ）
武史の義姉（英一の妻）。真世の亡き母。旧姓は芝垣。生前、武史からは「和美さん」と呼ばれていた。
神尾 富子（かみお とみこ）
武史、英一の母。真世の祖母。真世が小学6年のときに亡くなっている。
神尾 康英（かみお やすひで）
武史、英一の父。真世の祖父。英語教師。真世が生まれて間もないころに肺癌で亡くなっている。
高校卒業後、アメリカでマジシャンの修業をするという武史から資金借入の申し出を受けると、希望額の倍の2百万円を貸与する。
武史の祖父
武史と英一の祖父。真世の曽祖父。社会科教師だった。

### 真世の親族
幹子（みきこ）
真世の伯母。真世の母・和美の姉。口が達者で早口。

## シリーズ一覧

### 『ブラック・ショーマンと名もなき町の殺人』
シリーズ第1作。書き下ろし長編。
- 単行本：2020年11月30日発売、光文社、ISBN 978-4-334-91372-4
- 文庫本：2023年11月14日発売、光文社文庫、ISBN 978-4-334-10117-6

### 『ブラック・ショーマンと覚醒する女たち』
シリーズ第2作。連作短編集。
- 単行本：2024年1月30日発売、光文社、ISBN 978-4-334-10182-4

| タイトル       | 初出                                  |
| -------------- | ------------------------------------- |
| トラップハンド | 光文社文庫読者プレゼント企画2021年    |
| リノベの女     | 『Jミステリー2022 SPRING』2022年4月号 |
| マボロシの女   | 『Jミステリー2022 FALL』2022年10月号  |
| 相続人を宿す女 | 『Jミステリー2023 SPRING』2023年4月号 |
| 続・リノベの女 | 書下ろし                              |
| 査定する女     | 書下ろし                              |

## 映画
第1作『ブラック・ショーマンと名もなき町の殺人』を原作に『ブラック・ショーマン』のタイトルで2025年9月12日に公開予定。主演は福山雅治。